# Iridium Jazz Club
El Iridium Jazz Club es un club de jazz estadounidense situado en Broadway, en la ciudad de Nueva York. El club acoge actuaciones semanales de John Colianni, y también contó con actuaciones semanales de Les Paul durante casi quince años.

## Historia
El club abrió sus puertas en enero de 1994 en su ubicación original, en la calle 63 y Central Park West, con una entrada mínima. Ese primer local, conocido como «Iridium Room Jazz Club», era una sala en el sótano, debajo del restaurante Merlot, frente al Lincoln Center; al principio contrataba a «músicos de jazz tradicionales, de segundo o tercer nivel»; Ronald Sturm, gerente y encargado de las reservas del club, dijo a The New York Times que su objetivo era «contratar a gente como el trompetista Marcus Printup, Cyrus Chestnut o Carl Allen»; se trataba de dar una oportunidad a «músicos más jóvenes y convencionales sin dejar de contratar a las leyendas». En los primeros meses de su existencia, grupos de jazz locales y desconocidos, así como artistas solistas, tuvieron la oportunidad de actuar ante el público. El local original sufrió tres renovaciones, y en agosto de 2001 el club se trasladó a su ubicación actual, en el 1650 de Broadway, en la calle 51.
A diferencia de muchos clubes de jazz de la ciudad de Nueva York, ha permanecido abierto hasta la actualidad, con la ayuda de algunas renovaciones importantes para mantenerse al día con el número de clientes.[5] Ha habido varios lanzamientos de artistas importantes grabados en directo en el Iridium como Kenny Garrett, Jacky Terrasson, Charlie Haden, Kenny Barron, Benny Carter, The Jazz Messengers, Sweets Edison y Clark Terry, entre otros.
A partir de 1995 y hasta su muerte a los 94 años, la leyenda de la guitarra, Les Paul, actuó semanalmente en el club.

## Respuesta de la crítica

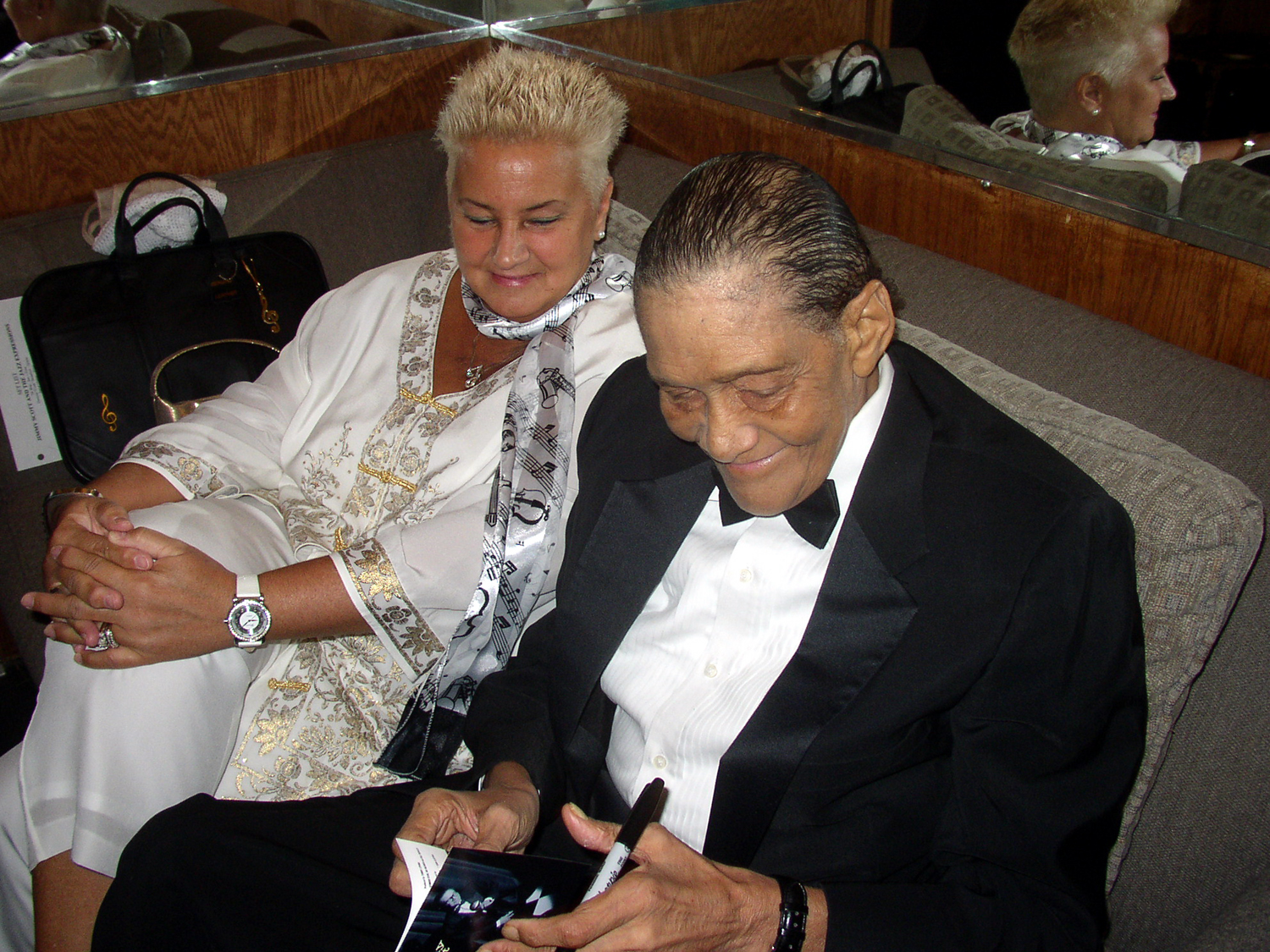
El octogenario vocalista de jazz "Little" Jimmy Scott presentándose en el Iridium Jazz Club de la ciudad de Nueva York el 4 de septiembre de 2004. Jimmy Scott con su esposa Jeanie Scott.

Según señaló la revista New York en 2009, «el Iridium hace todo lo posible por recrear los días felices de los años veinte y treinta. Claro, el aire ya no está lleno de humo, la decoración es una sombra de lo que era y estás sentado rodilla con rodilla con los turistas europeos en la mesa de al lado, pero los verdaderos aficionados al jazz pasan por alto esos detalles menores para escuchar los sets de algunos de los nombres más conocidos en el negocio: el vocalista Jimmy Scott, el guitarrista Mike Stern, el saxofonista Pharoah Sanders, y las bandas del legado de Mingus, por nombrar algunos».